# Musca varensis
Musca varensis este o specie de muște din genul Musca, familia Muscidae. A fost descrisă pentru prima dată de Robineau-desvoidy în anul 1863. Conform Catalogue of Life specia Musca varensis nu are subspecii cunoscute.